# Афитоски етнографски музей
Афитоският етнографски музей (на гръцки: Λαογραφικό Μουσείο Αφύτου) е музей в село Афитос, Халкидики, Гърция.

## История
Музеят е разположен в центъра на Афитос в къщата на семейство Алетрас, която е обявена за паметник на културата. Построена е в 1889 година от Триандафилос Алетрас в неокласически стил. Създаден е в 1980 година от Никос Паралис и местната Фолклорна асоциация с артефакти, дарени от местните жители. В експозицията има местни традиционни домашни прибори, селскостопански инструменти за оране, сеитба, жътва, както и керамика, която има дълга традиция тук. Освен фолклорната колекция има и изложба на марионетки за театъра на сенките на Карагьозис, собственост на Евгениос Спатарис.
- Изложбата на Спатари на театъра на сенките
- Фотоизложбата на Арванитис
- Фотоизложбата на Арванитис